# Berdin
Berdin (en rus: Бердин) és un poble (un khútor) de l'óblast de Kursk, a Rússia, segons el cens del 2010 tenia 140 habitants.